# Zoe Aldcroft
Pas d'image ? Cliquez ici

a Compétitions nationales et continentales officielles uniquement.

b Matchs officiels uniquement.
Zoe Aldcroft, née le 19 novembre 1996 à Scarborough (Angleterre), est une joueuse internationale anglaise de rugby à XV évoluant au poste de deuxième ligne. Elle joue pour le Gloucester-Hartpury RFC.

## Biographie
Née le 19 novembre 1996, Zoe Aldcroft pratique la danse à partir de quatre ans et pendant onze années. Elle commence la pratique du rugby à XV à l'âge de huit ans, pour suivre son grand frère au Scarborough RUFC. Elle est déjà grande pour son âge, y compris par rapport aux garçons. À douze ans, ne pouvant plus jouer en mixte, elle rejoint le club de West Park, doté d'une section féminine. Elle y joue arrière.
Repérée par les recruteurs du Hartpury University (en), elle reçoit une bourse d'études, en même temps que Sarah Bern. C'est au cours de sa formation qu'on lui propose de jouer devant, en huit, alors même qu'elle joue à l'aile avec l'équipe nationale des moins de 20 ans. C'est en troisième ligne qu'elle fait ses débuts avec le Darlington Mowden Park RFC (en) en Premiership.
Finalement, l'encadrement technique fédéral décide de la faire jouer devant et lui offre un contrat professionnel. Elle participe aux stages de préparation du Tournoi des Six Nations 2016. Elle obtient sa première cape internationale avec l'Angleterre en juillet 2016, contre la France à Salt Lake City.
Elle joue son premier Tournoi en 2017.[réf. nécessaire] Alors qu'elle n'est pas dans le groupe prévu pour la Coupe du monde en Irlande, elle est finalement sélectionnée pour remplacer Emily Braund, blessée. Avant le départ, elle se casse un pied à l'entrainement. Elle part quand même et joue blessée contre l'Espagne et l'Italie, sous anti-douleurs. Elle est opérée à son retour et ne joue pas de la saison 2017-2018.[réf. nécessaire]
Elle retrouve les terrains sous les couleurs du Gloucester-Hartpury RFC en 2018-2019. Au mois de décembre elle subit une fracture à l'autre pied : elle manque le Six Nations 2019.
En 2021, elle reçoit le trophée de la meilleure joueuse du monde World Rugby.
En septembre 2022, elle est sélectionnée pour disputer la Coupe du monde en Nouvelle-Zélande, où les Anglaises sont battues en finale par les Black Ferns en finale[réf. nécessaire]. Au printemps, elle réalise un nouveau Grand Chelem dans le Tournoi avec les Red Roses.[réf. nécessaire] À la fin de la saison, elle remporte son premier titre national avec le Gloucester-Hartpury RFC.
À l'automne suivant, elle fait partie des trente joueuses qui repartent en Nouvelle-Zélande participer au WXV 2023 remporté par les Anglaises[réf. nécessaire]. Au printemps, elle remporte un sixième Tournoi des Six Nations en autant de participations.[réf. nécessaire] Puis, avec son club, elle conserve le titre national.
En 2024-2025, Zoe Aldcroft remporte à nouveau le WXV. Au mois de janvier, elle est désignée capitaine des Red Roses.
En juillet 2025, elle est sélectionnée pour la Coupe du monde en Angleterre.

## Palmarès

### En club
- Vainqueur du Championnat d'Angleterre en 2023, 2024 et 2025.

### En équipe nationale
- Vainqueur du Tournoi des Six Nations en 2017, 2020, 2021, 2022, 2023, 2024 et 2025.
- Finaliste de la Coupe du monde en 2021.
- Vainqueur du WXV en 2023 et 2024.

### Distinctions personnelles
- Élue joueuse anglaise de l'année en 2020.
- Élue meilleure joueuse du monde World Rugby en 2021.
- Membre de l'équipe type du Tournoi des Six Nations en 2024[12].